# Rade Vrčakovski
Rade Vrčakovski, född den 17 november 1980, mera känd under artistnamnet Vrčak, är en makedonsk pop- och rappsångare samt låtskrivare.
Han representerade tillsammans med Tamara Todevska och Adrian Gaxha Makedonien i Eurovision Song Contest 2008 i Serbiens huvudstad Belgrad med låten "Let Me Love You".